# ポーランド・テレビ
ポーランド・テレビ SA（波: Telewizja Polska SA、テレヴィズヤ・ポルスカ）は、ポーランド全土を放送エリアを構える公共テレビ局である。略称はTVP。TVPはスポンサーなどの広告料と受信料で賄えている。

## 概要

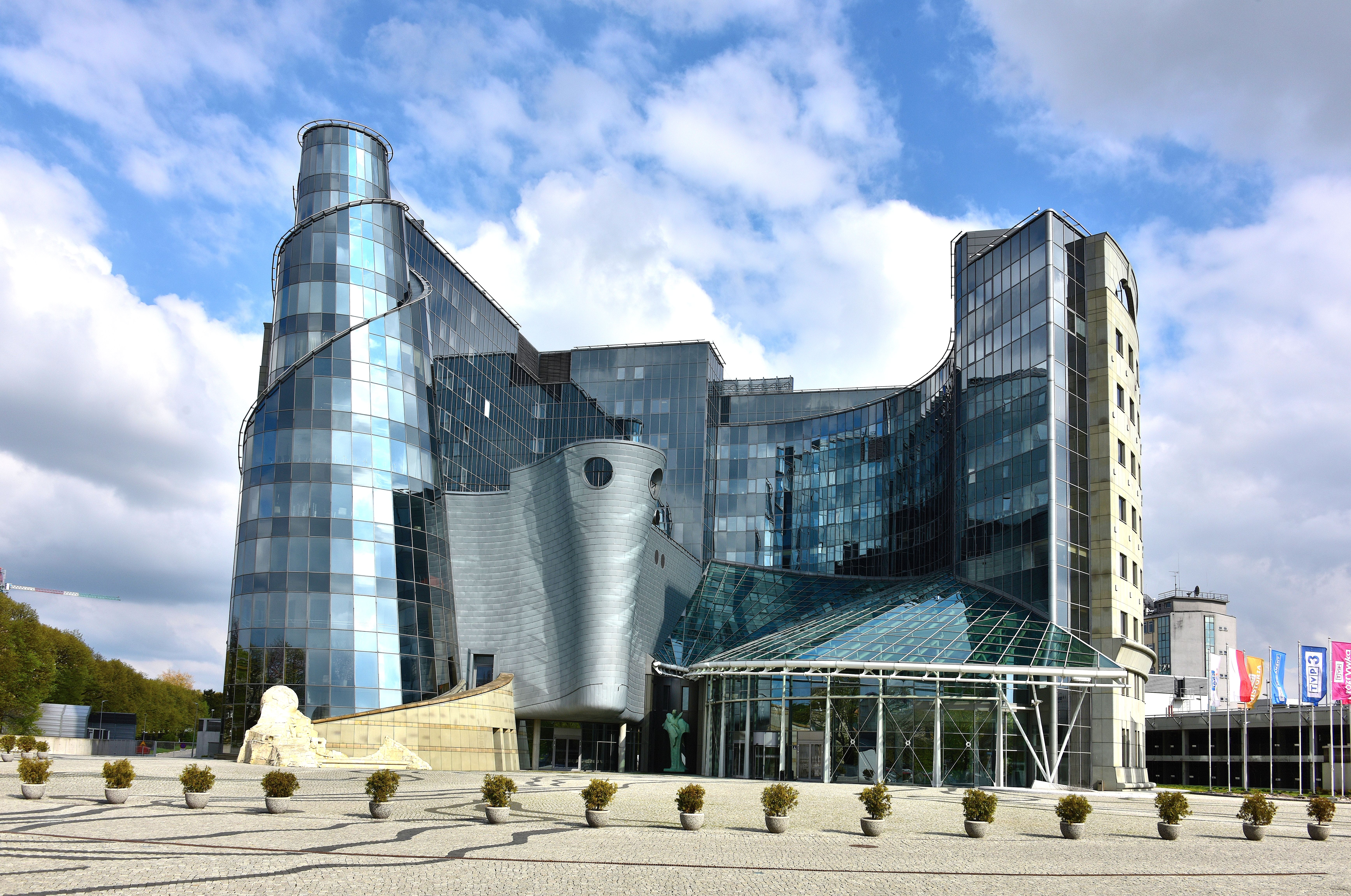
ポーランド・テレビ

ポーランドにおけるテレビは1935年にワルシャワでのテレビ試験放送であり、ポーランド・ラジオ（Polskie Radio）が実施した。第二次世界大戦後の1952年10月25日にTVP1を開局した。1970年にはTVP2も開局した。またケーブル系のチャンネルを5つ持っているほか、国際放送のテレビポーランドも運営されている。
法と正義(PiS)が与党であった2005年から2007年にかけては、PiSに所属する議員や市長らが野党関係者に比べ多く出演するなど、非常に与党に好意的な報道を行っていたと指摘され、PiS政権によるプロパガンダに加担したと批判されていた。2023年にPiSが野党に転落し市民プラットフォームが中心となって発足したドナルド・トゥスク政権下では見直しが急速に進められ、12月には公共ニュース専門チャンネルのTVP Infoの放送を中止し幹部らを解雇。PiS寄りのアンジェイ・ドゥダ大統領が公共メディア向け歳出法案に拒否権を発動したことを受け、同年12月27日にバルトウォミェイ・シェンキェヴィチュ文化相が公共放送であるポーランド・テレビとラジオ・ポーランド、ポーランド通信社を清算することを決定したと発表した。ただし営業そのものは継続され、必要な再編が行われ、従業員の解雇は回避できるとも述べ、清算状態はいつでも撤回できるとしている。

## 主要チャンネル
- TVP1
- TVP2
- TVP3
- TVP HD
- TVP Kultura
- TVP Sport
- TVP Historia
- Belsat TV（ベラルーシ向け）
- TVP Seriale
- TVP Parlament
- TVP Rozrywka
- TVP ABC
- TVP Kobieta
- TVP Dokument
- TVP NAUKA
- TVP Abc 2
- TVP Historia 2
- ALFA TVP
- TVP Kultura 2
- Jasna Góra TV
- TVP Wilno